# Mammillaria pennispinosa

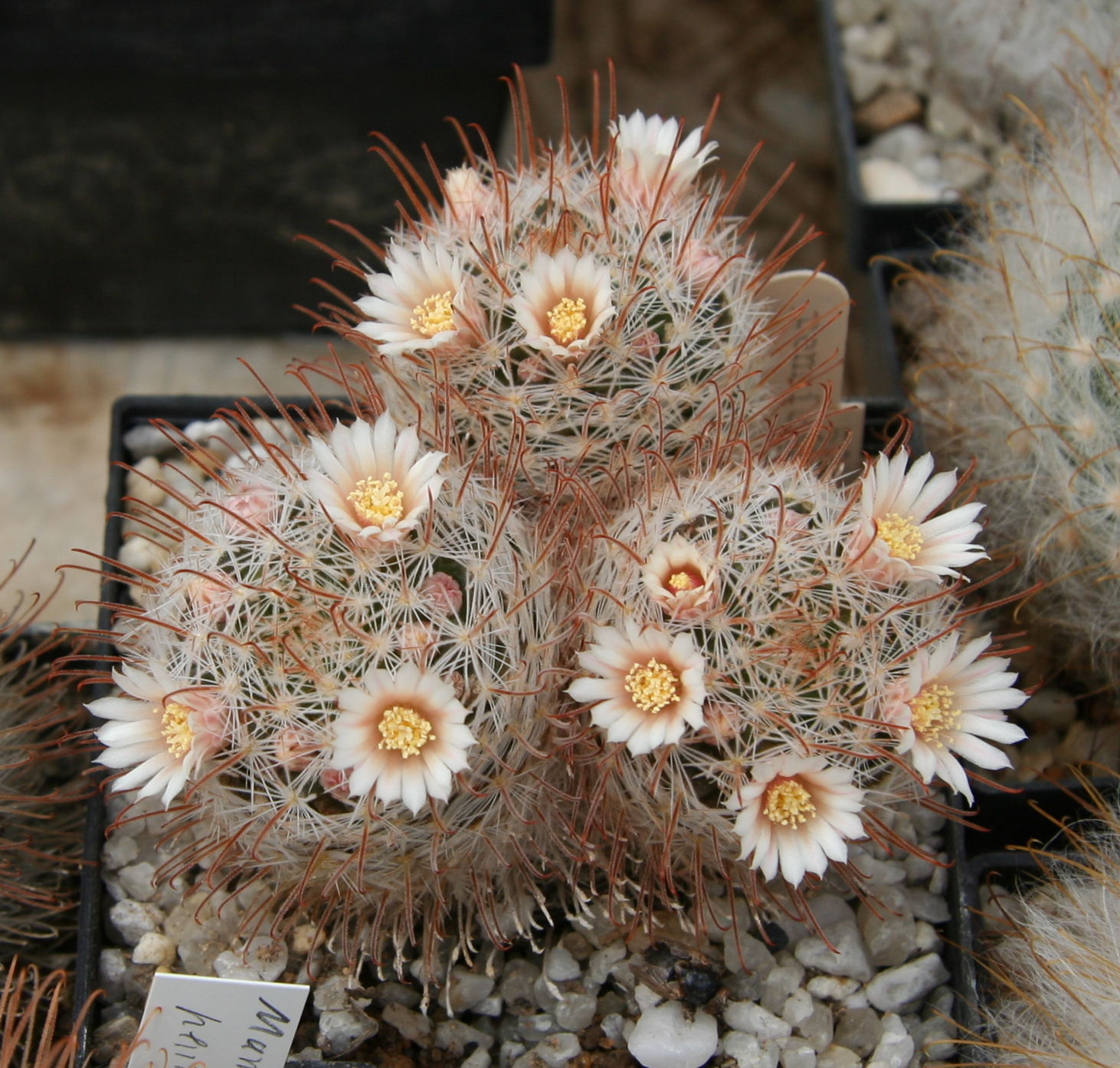
Blüten

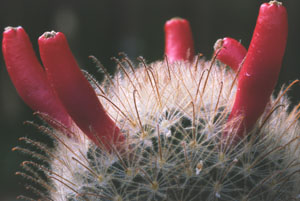
Früchte

Mammillaria pennispinosa ist eine Pflanzenart aus der Gattung der Mammillaria in der Familie der Kakteengewächse (Cactaceae). Das Artepitheton  pennispinosa  bedeutet ‚federartig bestachelt‘.

## Beschreibung
Mammillaria pennispinosa wächst einzeln oder bildet später Gruppen und besitzt eine dicke Pfahlwurzel. Die kugelförmigen Triebe erreichen Wuchshöhen von 3 bis 4 Zentimetern und ebensolche Durchmesser. Die zylindrischen Warzen sind schlaff weichfleischig. Sie enthalten keinen Milchsaft. Die Axillen sind anfangs wollig und verkahlen später. Die 1 bis 3 flaumenhaarigen, bräunlich roten Mitteldornen sind an ihrer Basis gelb. Sie sind 10 bis 12 Millimeter lang. Einer der Mitteldornen ist gehakt. Die fiederig-flaumhaarartigen, gräulich weißen bis gelben bis orangen bis rötlichen 16 bis 20 Randdornen sind schlank, gerade und 5 bis 8 Millimeter lang.
Die weißen Blüten besitzen einen rosafarbenen Mittelstreifen. Sie sind bis 1,5 Zentimeter lang und erreichen ebensolche Durchmesser. Die roten Früchte sind 1 bis 1,5 Zentimeter lang und enthalten schwarze Samen.

## Verbreitung, Systematik und Gefährdung
Mammillaria pennispinosa ist in den mexikanischen Bundesstaaten Coahuila und Durango verbreitet.
Die Erstbeschreibung erfolgte 1948 durch Hans Krainz. Nomenklatorische Synonyme sind Phellosperma pennispinosa (Krainz) Buxb. (1951), Neomammillaria pennispinosa (Krainz) Y.Itô (1981) und Escobariopsis pennispinosa (Krainz) Doweld (2000).
Mammillaria pennispinosa wurde in der Roten Liste gefährdeter Arten der IUCN von 2002 als „Endangered (EN)“, d. h. stark gefährdet, eingestuft. Im Jahr 2013 wird sie als „Critically Endangered (CR)“, d. h. vom Aussterben bedroht geführt.

## Nachweise